# Emma Hix
Emma Hix (Kelowna, Columbia Británica; 25 de octubre de 1997) es una actriz pornográfica y modelo erótica canadiense.

## Biografía
Natural de la región canadiense de Columbia Británica, nació en octubre de 1997. Desde los 15 años mostraba su interés por entrar en la industria. En 2016, ya cumplida la mayoría de edad, contactó por Instagram con el actor pornográfico Derrick Pierce, mostrándole su interés por ingresar a la misma. El actor le expuso varias agencias factibles con las podía probar suerte para grabar sus primeras escenas. Con 18 años, tras firmar con la agencia Foxxx Modeling, debutó en abril de 2016 como actriz.
En marzo de 2019 se vio involucrada en un episodio de abuso sexual por parte de Jimmy Lifestyles, director de WankzVR y ocasional actor. A través de Twitter, Hix comenzó a definir que en una escena en la que compartía planos y acciones con Emma Starletto y Lifestyles, este último se sobrepasó en las acciones contra ambas actrices, hechos posteriormente contrastados por Starletto en sus redes sociales. En la escena, en la que Lifestyles tenía un rol no sexual, acabó lamiendo las nalgas a Hix y Starletto. Dicha acción provocó la crítica de sectores de la industria y una posterior disculpa del implicado, que decidió retirarse de las escenas delante de las cámaras.
Como actriz, ha trabajado con estudios como Evil Angel, Tushy, Blacked, Zero Tolerance, Wicked Pictures, Hustler, Digital Playground, New Sensations, Brazzers, Girlsway, Cherry Pimps, Naughty America, Kink.com o Devil's Film, entre otros.
En enero de 2020 Hix grabó sus primeras escenas de sexo lésbico, con Riley Steele en Anal Beauties 2, y de blowbang, para Evil Angel, en Wet Food 9.
En 2020 recibió sus primeras nominaciones en el circuito profesional de los premios de la industria. Fue nominada en los Premios AVN de ese año en las categorías de Mejor escena de sexo en grupo por Fuck Club 2, y a la Mejor escena de sexo en realidad virtual, con Angela White y Ryan Driller, por la parodia en realidad virtual de la serie de CBS 2 Broke Girls, 2 Broke Girls: A XXX Parody. Así mismo, en los Premios XBIZ fue nominada, con Seth Gamble, a la Mejor escena de sexo en película de todo sexo por Dirty Blondes 3.
En noviembre de 2018 fue elegida por el estudio y sitio web Cherry Pimps "Cherry of the Month". En mayo de 2020 también fue elegida Pet of the Month de la revista Penthouse.
Ha rodado más de 900 películas como actriz.

## Premios y nominaciones
| Año  | Ceremonia    | Resultado | Premio                                        | Trabajo                                       |
| ---- | ------------ | --------- | --------------------------------------------- | --------------------------------------------- |
| 2020 | Premios AVN  | Nominada  | Mejor escena de sexo en grupo                 | Fuck Club 2                                   |
| 2020 | Premios AVN  | Nominada  | Mejor escena de sexo en realidad virtual      | 2 Broke Girls: A XXX Parody                   |
| 2020 | Premios AVN  | Nominada  | Premio fan: Estrella pornográfica favorita    | —                                             |
| 2020 | Premios XBIZ | Nominada  | Mejor escena de sexo en película de todo sexo | Dirty Blondes 3                               |
| 2021 | Premios AVN  | Nominada  | Artista femenina del año                      | —                                             |
| 2021 | Premios AVN  | Nominada  | Mejor actuación solo / tease                  | All About Ass 4                               |
| 2021 | Premios AVN  | Nominada  | Mejor escena de doble penetración             | Anal Savages 5                                |
| 2021 | Premios AVN  | Nominada  | Mejor escena escandalosa de sexo              | Fashionistas Lost                             |
| 2021 | Premios XBIZ | Nominada  | Mejor escena de sexo en película vignette     | Under the Bed                                 |
| 2022 | Premios AVN  | Nominada  | Artista femenina del año                      | —                                             |
| 2022 | Premios AVN  | Nominada  | Mejor escena escandalosa de sexo              | YA! Young Anal                                |
| 2022 | Premios AVN  | Nominada  | Mejor escena escandalosa de sexo              | Frisky Anal Nymphos                           |
| 2022 | Premios AVN  | Nominada  | Mejor escena de sexo en grupo                 | Slumber Party Shenannigans                    |
| 2022 | Premios AVN  | Nominada  | Mejor escena de sexo en grupo                 | Sugar and Spice                               |
| 2022 | Premios AVN  | Nominada  | Mejor escena de sexo oral                     | Top Tier Sucking                              |
| 2022 | Premios AVN  | Nominada  | Mejor escena de trío M-H-M                    | Fashionista Provocateuse                      |
| 2022 | Premios XBIZ | Nominada  | Artista femenina del año                      | —                                             |
| 2022 | Premios XBIZ | Nominada  | Mejor escena de sexo en película gonzo        | DP Me 11                                      |
| 2022 | Premios XBIZ | Nominada  | Mejor escena de sexo en realidad virtual      | Hix Hicking                                   |
| 2023 | Premios AVN  | Nominada  | Mejor escena de sexo en grupo                 | Climax 2                                      |
| 2024 | Premios AVN  | Nominada  | Mejor escena de sexo en grupo                 | Cum Gluttons: Try Not to Cum Challenge        |
| 2024 | Premios AVN  | Nominada  | Mejor escena de sexo lésbico en grupo         | Double Love                                   |
| 2025 | Premios AVN  | Nominada  | Mejor escena de gangbang                      | Up to and Including Her Limits 4              |
| 2025 | Premios AVN  | Ganadora  | Mejor escena POV de sexo                      | Emma Hix POV Anal                             |
| 2025 | Premios AVN  | Nominada  | Mejor escena de sexo lésbico en grupo         | Sneaky Bellhop Fake Cock Pussy Swap           |
| 2025 | Premios XMA  | Nominada  | Mejor escena de sexo en película gonzo        | Penis Piñata Party Sneaky Lookalike Threesome |
| 2025 | Premios XMA  | Nominada  | Mejor escena de sexo en película lésbica      | Sneaky Bellhop Fake Cock Pussy Swap           |
| 2025 | Premios XMA  | Nominada  | Mejor escena de sexo en primera actuación     | Repurposed                                    |